# Danmarks Fredsråd
Danmarks Fredsråd er et samarbejdsorgan for danske organisationer, hvis målsætning er at mobilisere en bred opbakning om at afskaffe krig på baggrund af Haag Appellens 50 punkter for fred fra 1999. 
Haag Appellen 1999 omfatter følgende områder:
- 1.	Grundlæggende årsager til krig samt fredskultur.
- 2.	Humanitær folkeret, menneskerettigheder og menneskerettighedsinstitutioner.
- 3.	Forebyggelse, løsning og forandring af voldelige konflikter.
- 4.	Nedrustning og sikkerhed for mennesker.

Ovenstående mål søges opnået ved: 
- at fremme medlemsorganisationernes fælles interesser.
- at informere og påvirke offentlighed og myndigheder.
- at arbejde for øgede bevillinger til fredsarbejde og fredsforskning.
- at formidle viden og information internt mellem medlemsorganisationerne.
- at iværksætte fælles initiativer.
- at bidrage til styrkelse af internationale fredsnetværk.

Danmarks Fredsråd ønsker at samarbejde med internationale fredsorganisationer og konfliktforskere. Interesseområderne er blandt andet situationen i Irak, Israel/Palestina, Borgmestre for Fred, Oplysning om EU’s militære udvikling samt Styrkelse af FN.

## Optagelse i Danmarks Fredsråd
Danske ikke-partipolitiske organisationer og selvstændige lokale fredsgrupper, der arbejder på et demokratisk grundlag, og som tilslutter sig Danmarks Fredsråds målsætning, kan optages i fredsrådet. Optagelse sker ved henvendelse til Fredsrådet, hvis styrelse normalt afgør, om optagelse kan finde sted. I tvivlstilfælde forelægges optagelsesbegæringen for et landsmøde i Danmarks Fredsråd, hvor godkendelse kræver kvalificeret flertal. Enkeltpersoner kan i ganske særlige tilfælde optages som enkeltmedlemmer eller æresmedlemmer.

## Medlemsorganisationer
AIF Kbh./Frb. (AIF hjemmeside), Aldrig mere Krig, Caribien Komiteen, Danafrica & M du Maroc, Danmarks Lærerforening, Esbjerg Fredsbevægelse, Fredsakademiet, Fredsskattefonden, FN-forbundet, Grundlovskomiteen, Kunstnere for Fred, Kvinder for Fred Kvindernes Internationale Liga for Fred og Frihed, Kvinderådet, Mellemfolkeligt Samvirke, Pax Christi, Danmark, Pugwash, Ulandsorganisationen Ibis

## Eksterne Links
- Danmarks Fredsråd Arkiveret 5. september 2019 hos  Wayback Machine
- Esbjerg Fredsbevægelse
- Haag-appellen Arkiveret 20. marts 2019 hos  Wayback Machine
- Dansk side om Haag-appellen
- Fredsskattefonden Arkiveret 7. oktober 2017 hos  Wayback Machine
- Grundlovskomiteen 2003 vedr. Irak-krigen
- FN-forbundet Arkiveret 27. oktober 2020 hos  Wayback Machine